# ديريك لي (لاعب كرة قاعدة)
ديريك لي (بالإنجليزية: Derek Lee)‏ هو لاعب كرة قاعدة أمريكي، ولد في 28 يوليو 1966 في شيكاغو في الولايات المتحدة.